# Pulau Bunyu
Pulau Bunyu är en ö i Indonesien.   Den ligger i provinsen Kalimantan Utara, i den norra delen av landet, 1 600 km nordost om huvudstaden Jakarta. Arean är 114 kvadratkilometer.
Terrängen på Pulau Bunyu är platt. Öns högsta punkt är 115 meter över havet. Den sträcker sig 15,7 kilometer i nord-sydlig riktning, och 13,8 kilometer i öst-västlig riktning.